# Генетическая история Италии
Генетическая история Италии с точки зрения генетики.
В доисторические времена Италия была населена различными народами, которые позже были причислены к древним народам Италии. Преобладающими среди них были италики.
Не все эти различные народы были лингвистически или этнически тесно связаны. Некоторые из них говорили на италийских языках, другие говорили на греческом языке из-за прибытия греческих колонистов. Иные народы принадлежали другому индоевропейскому отделению (лигурский, венетский, лепонтийский, мессапский) или не принадлежали к индоевропейским языкам (этрусский, ретский).

Идентичность людей, кроме культурных понятий, также характеризуется процессами генетического развития. Следующее научное исследование, выполненное голландским генетиком, показало, что Италия оказалась одним из последних двух остающихся генетических островов по всей Европе (наряду с Финляндией). Причиной тому стали цепи Альпийских гор, которые столетиями препятствовали многочисленным миграционным потокам, нацеленным на колонизацию итальянских земель.

## Историческое население Италии
- В течение неолита людьми с востока введено устойчивое сельское хозяйство, построены первые деревни, оружие становится более современным и производятся первые предметы из керамики.

- В последнюю эру неолита распространилось использование меди и постройка деревень около озёр. В «Континентальной Италии» селится культура колоколовидных кубков из Пиренеев и южной Франции, заменив коренное население. Потомки этого коренного населения составляют доминантную долю лишь в современном населении Сардинии,[2].

- Во время позднего бронзового века в Италии появляется культура полей погребальных урн или культура Вилланова, характеризуемая типичным обрядом сжигания тел, происходящих из Центральной Европы, распространением железных орудий[3]. В Сардинии расцвет цивилизации Нурагов.

- С 8-го столетия до н. э. греческие колонисты обосновываются на южном побережье и в Сицилии, и основывают города, позже названные Великой Грецией. В 5-м столетии кельтские племена из континентальной Европы обосновались в Северной Италии. Этрусская цивилизация развивалась на побережье Тосканы и Лацио.

- После падения Римской империи различные германские племена вторглись в Италию, самыми значительными были ломбарды, которые попытались политически объединить «итальянский сапог».

## Формирование итальянцев
Со времён поздней республики и в течение Имперского периода в Италии шёл процесс генетической гомогенизации между народами Италии и римлянами. С основанием новых городов и колонизацией земель в Цизальпийской Галлии и южной Италии, происходили значительные миграции на оба полюса полуострова. Римляне поощряли миграцию, так как рассчитывали дестабилизировать местные племенные органы власти посредством принудительного перемещения. Римляне, понимая, что Рим-город не сможет один следить за десятками различных народов стремящихся к самостоятельности (что тогда вызвало Союзническую войну), решил предоставить римское гражданство всем итальянским народам (с некоторыми исключениями), что было первым шагом от Рима, который доминировал над миром, к Италии, которая расширяет свою власть всюду по Европе. После Союзнической войны оставшееся местное население (кельты, венеты, оски, умбры, сицилийцы, греки, этруски, и т. д.), получили гражданство и смешались с римскими поселенцами. Романизация в центральной Италии была успешна, так как, чтобы много политических деятелей и римских авторов приехали с того момента из Марке, Абруццо и Умбрии.
Греческие колонисты в южной Италии, которые сосуществовали с итальянскими народами, также немедленно романизировались и были колонизированы. Кроме того, Северная Италия романизировалась. Римская колонизация в Италии проводилось в течение почти шести столетий, и блоки 6 000 домашних хозяйств (30 0000 человека принимает участие), были перемещены с Юга на Север и наоборот, потомки римских поселенцев, живших на севере (несколько раз с хорошим количеством галльских генов и этрусского языка), были перемещены на Юг, так вытекает, с Севера на юг продлился в течение многих столетий.

## Разнообразие генетической Y-ДНК
Южная Италия, Лигурия  и Лацио демонстрирует существенное влияние от восточного Средиземноморского бассейна. Преобладание в Лигурии (37 %)  и на юге полуострова является гаплогруппы J2 и E3b (иначе (электронный-М215) E1b1b), что в некоторых частях Калабрии, Сицилии и Лукании достигли процентов в пределах от 40 % к 50 %, в то время как фактически отсутствующий в Молизе (0—7 %)  и редко распределил в северной Кампании среди Беневенто, Авеллино (17 %) и Неаполя (27 %). Справедливое распределение этих гаплогрупп, в пределах от 37 % к 27 %, также присутствует в Центральной Италии (Лацио, Умбрия и Абруццо) и в южном Пьемонте .
Согласно современным генетическим исследованиям, более высокое присутствие этих гаплогрупп в южной Италии было частично обусловлено греческой колонизацией, которая имела место в античный период. Считается, что приблизительно 37 % отеческой половины сицилийского генофонда, доказывает происхождение сицилийцев от переселенцев из Греции. Гаплогруппы J2 и E3b особенно распространены на Ближнем Востоке, откуда, как полагают они и происходят. В Италию, особенно на Сицилию, их могли занести ещё из Карфагена, но большая часть предков их носителей пришла, скорее всего, вместе с неолитическими мигрантами. В Европе носители этих ближневосточных гаплогрупп также присутствуют в низком среднем проценте среди французов, австрийцев, чехов и балканских народов.

## Миграция Y-ДНК Раннего Средневековья
Перемещения произошли на итальянской земле, так как падение Западной Римской империи в 476 г. нашей эры, вероятно, не значительно изменило генофонд итальянских людей, ни лангобарды, ни генетические вклады от норманнов гаплогруппы I1 , связанного с германскими народами, не было сильного наследства среди современного населения, поскольку считается, что это присутствует среди итальянцев на севере в заказе 2-3 % и от 1-,5 % среди итальянцев на юге. Другой гаплотип, через который можно было проникнуть в Италию вместе с немецкими захватчиками, является гаплогруппа R1a, который принадлежит 2,5 % итальянцев и некоторому субкладу гаплогруппа R1b (в особенности субклада R1b1c9), которому принадлежит 3,5 % итальянцев с более высокой концентрацией в северо-западных частях Италии, но потому что эти гаплогруппы только упоминались обычно в других европейских этнических группах, которые трудно установить, были ли они действительно принесены в Италию германскими народами или другими народами. Германское наследие среди итальянцев тогда блуждает приблизительно 5-10 %.
Также дальнейшие перемещения как арабских завоевателей или мавров не затронули этнический состав итальянских людей, за исключением небольшого количества населения в Сицилии, где арабская цивилизация процветала безмятежная в течение почти столетия, и воздействие арабско-берберской колонизации произошло в более интенсивном, но не значительно изменяя оригинальный этнический состав острова. В конечном счете отеческий вклад арабов/берберов оценён в 7,5 % в Сицилии, 6,5 % в Северной Апулии, 4,8 % в Восточной Кампании. это должно подчеркнуть факт, что предыдущие исследования, проводимые в тех же самых областях, дали немного меньшие отношения, включая один посредством исследования сицилийцев, которые пробовали более чем 230 сицилийских мужчин из 9 областей острова, и оценили, что арабский или берберский компонент генетического воздействия был 6 %. У других областей есть более низкие проценты, в пределах от 0 до 2 %.
Гаплогруппа L в Италии относительно редки (1 % или меньше) за исключением Рима, Вольтерры, Базиликаты и Сицилии, где были обнаружены частоты от 2 до 3 %.

## Вклад итальянцев в восстановлении mtDNA Европы
Недавние исследования показали, что область современной Италии играла важную роль в восстановлении «Западной Европы» в конце последнего ледникового периода. Исследование сосредоточилось на митохондриальной гаплогруппе U5b3 обнаружил, что это женское происхождение фактически произошло на итальянском полуострове и который тогда расширился оттуда приблизительно 10 000 лет назад к Провансу и Балканам. В Провансе, вероятно между 9000 и 7000 годами до нашей эры, это давало начало гаплогруппе субклада U5b3a1. Эта субклада U5b3a1 позже прибыла от Прованса до Сардинии торговцами обсидиана, поскольку считается, что 80 % обсидиана, найденного во Франции, прибывают от Монти Арчи в Сардинию, отражающую близких родственников, которые были во время этих двух областей. Все ещё приблизительно 4 % населения женского пола в Сардинии принадлежат этому гаплотипу.

## Сардиния
Хотя сардинцы также не составляют гомогенное население, у Сардинии есть уникальный генетический состав в сравнении с остальной Италией, европейским и средиземноморским населением. Островное, отодвинутое от остальной Италии положение вероятно позволило выжить потомкам наиболее древнего населения с гаплогруппами по Y-хромосоме I и G.